# Psammisia aberrans
Psammisia aberrans är en ljungväxtart som beskrevs av A. C. Smith. Psammisia aberrans ingår i släktet Psammisia och familjen ljungväxter. Inga underarter finns listade i Catalogue of Life.